# سبزگردانی
سبزگردانی فرایند تبدیل محیط‌های زندگی و همچنین محیط‌های مصنوعی از قبیل یک فضا یا سبک زندگی، به یک نسخه سازگار با محیط زیست است. عمل سبز سازی به‌طور کلی شامل ترکیب سیستم‌های سازگار با محیط زیست در محیط شخصی مانند خانه، محل کار یا در زندگی عمومی است.

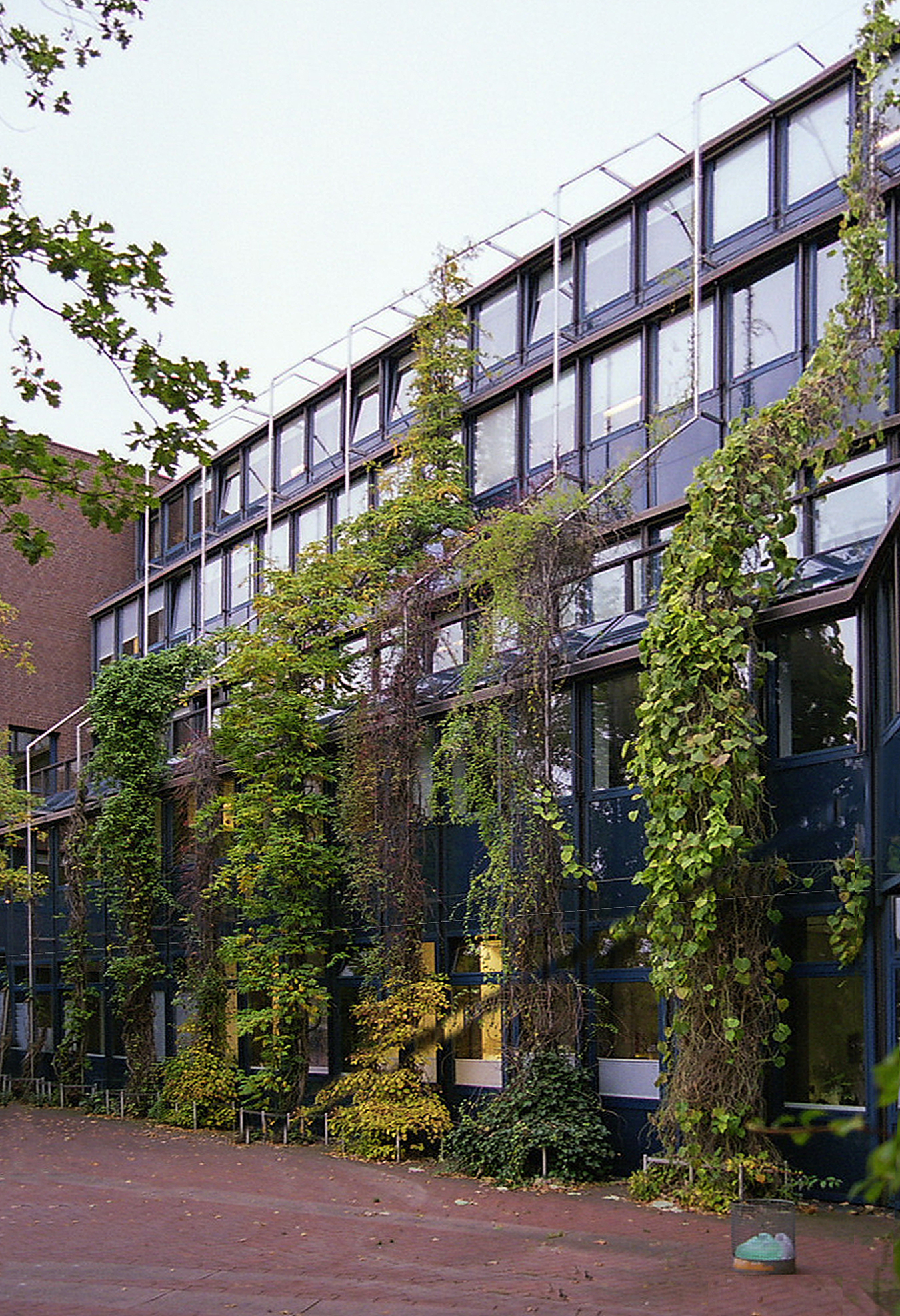
فضای سبز نمای ساختمان با انواع گیاهان پیچک بر داربست یپشتیبانی

## سبزگردانی سازه‌ها
همچنین سبز گردانی اصطلاح عمومی برای انتخاب مناسب و کاشت گیاهان در کنار ساختمان‌ها و پارک‌های عمومی است. هدف از فضای سبز معمولاً ترکیبی از فواید زیست‌محیطی و بهبود شرایط بصری سطوح، به عنوان مثال دیوار سبز یا سقف سبز و همچنین ایجاد فضای سبز است. این امر معمولاً به اقدامات فنی مانند باغبانی و استفاده از گیاهان خاص (برای نمونه، پیچک‌ها) احتیاج دارد. علاوه بر این، مراقبت و آبیاری دائمی معمولاً برای حفظ فضای سبز لازم است.

## خصوصیات سبزگردانی
این خصوصیات «سبز» شامل می‌شود، اما به این موارد محدود نمی‌شود:
- کاهش آلودگی محیط
- قابلیت استفاده مجدد
- بازده انرژی
- بسته‌بندی و برچسب زدن مسئول
- محتوای بازیافت شده
- طراحی هوشمند
- تکنیک‌های تولید مسئولیت پذیر
- کاهش خطرات زیست‌محیطی شخصی
- کاهش اثر جزیره گرما